# La Proie des hommes

La Proie des hommes (Raw Edge) est un western américain réalisé par John Sherwood en 1956

## Synopsis
En 1842, en Oregon , Montgomery, un riche propriétaire édicte une loi selon toute femme célibataire doit aller avec l'homme qui le réclame.
Après que sa femme Hannah eut été attaquée par un homme non identifié dans sa grange, Montgomery profite de l'occasion pour charger son rival, Dan Kirby, et le faire pendre. La femme de Dan, l'Indienne Paca, se précipite au ranch de Montgomery pour demander l'aide de sa femme, Hannah, afin de sauver son mari. Hannah persuadée que Dan n'est pas son violeur accepte mais les deux femmes sont incapables de stopper la pendaison. Sachant qu'elle est sur le point de devenir célibataire et donc disponible pour tout homme qui le souhaitera, Paca d'abord escortée par Hannah, puis seule tente de regagner sa tribu, elle est alors poursuivie par une demi-douzaine d'hommes. Un indien croise son chemin et se décide à l'escorter. Les poursuivants les rattrapent et tuent l'indien, et après quelques bagarres, c'est Sile Doty le contremaître de Montgomery qui s'approprie Paca.
Un étranger (Tex) arrive au ranch de Montgomery et demande à Hannah la direction du ranch de Dan Kirby. Au ranch Tex trouve Dan se balançant au bout d'une corde. Il se rend en ville et demande du travail au saloon. Il est dirigé vers le ranch de Sile Doty. Au ranch de Doty, il rencontre son ancienne belle-sœur, Paca, qui le salue par son nom. C'est alors que Tex se révèle être le frère de Kirby. Elle explique qu'elle est maintenant la propriété de Doty depuis que Kirby a été assassiné. Tex traîne au ranch de Montgomery, attendant qu'il revienne pour pouvoir venger la mort de son frère innocent, (Montgomery a en effet laissé sa femme seule pendant qu'il est parti arpenter quelques-uns de ses biens. Tarp et son père sont censés avertir Montgomery que Tex vient pour le tuer. Ils réalisent alors que les Indiens se regroupent afin de venger le guerrier tué. Pensant que Montgomery ne s'en sortira pas, ils décident de se rendre à son ranch et de se réclamer comme prétendant d'Hannah. Ils sont rejoints par Johnny, le joueur de la ville qui lui aussi veut tenter sa chance.
Alors que les hommes se disputent, Hannah s'enfuit, Tarp la poursuit et la rattrape, lors d'un corps à corps, Hannah finit par réaliser que Tarp était l'homme qui l'avait attaquée dans la grange. Tex les rejoint et finit par emmener Hanna pour sa propre protection. Pendant ce temps, Doty arrive avec Paca sur le campement de Montgomery, s’étonne de l’absence de Tarp et de son père, et l'avertit que Tex l'attend à son ranch. Le problème, c'est que le chemin est barré par les indiens. Montgomery demande à Paca de parlementer avec le chef indien afin de garantir sa liberté de passage. En échange il leur donnera l'homme qui a tué l'indien. En fait Montgomery veut faire d'une pierre deux coups en essayant de livrer Tex aux indiens. Montgomery est intercepté par un détachement indien et emmené au chef. Le chef promet de lui permettre de retourner à son ranch "après la cérémonie". Il est maîtrisé brutalement.
Plus tard, le corps torturé et sans vie de Montgomery est ramené au ranch tiré par des chevaux. Au ranch les hommes s’entre-tuent, et quand à la fin il ne reste que Tex et Tarp, ils se retrouvent sans munitions et se combattent à mains nues, c'est alors que Tarp s'embroche sur les cornes d'une tête de taureau tombé du mur. Alors que Tex commence à s'éloigner du ranch, il se tourne et offre à Hannah une chance de le rejoindre.

## Fiche technique
- Titre original : Raw Edge
- Titre français : La Proie des hommes
- Réalisation : John Sherwood
- Producteurs : Albert Zugsmith, Michael Baird
- Scénario : Harry Essex, Robert Hill d'après une histoire de William Kozelenko et James Benson Nablo
- Photographie : Maury Gertsman
- Couleur : Technicolor
- Date de sortie : 24 mars 1956  États-Unis
- Durée : 77 minutes
- Pays de production :  États-Unis
- Langue : Anglais
- Genre : Western

## Distribution
- Rory Calhoun : Tex Kirby
- Yvonne De Carlo : Hannah Montgomery
- Mara Corday : Paca
- Rex Reason : John Randolph, le joueur
- Neville Brand : Tarp Penny
- Emile Meyer : Pop Penny
- Herbert Rudley : Gerald Montgomery
- Robert J. Wilke : Sile Doty
- John Gilmore (John Gavin) : Dan Kirby
- Gregg Barton : McKay
- Ed Fury : Whitey
- William Schallert : un pasteur